# لا بروكيو
لا بروكيو (بالفرنسية: La Broque)‏ هي بلدية تقع في إقليم الراين الأسفل من منطقة ألزاس في شمال شرق فرنسا. تبلغ مساحة هذه المدينة 23.07 (كم²)، يبلغ عدد سكانها 2824 نسمة حسب إحصاء المعهد الوطني للإحصاء والدراسات الاقتصادية سنة 2009 م. وترأس Jean-Bernard Pannekoecke البلدية خلال فترة (2001 - 2008).

## أعلام
- آلان فيجنيرون

## وصلات خارجية
- صفحة البلدية على موقع المعهد الوطني للإحصاء والدراسات الاقتصادية